# Плотицький парк
Плоти́цький парк — пам'ятка садово-паркового мистецтва місцевого значення в Україні.

## Розташування
Парк розташований у межах садиби протитуберкульозної лікарні в селі Плотича Тернопільського району Тернопільської області.

## Пам'ятка
Заснований у першій половині XIX століття родиною Коритовських навколо власного палацу.
Статус об'єкта природно-заповідного фонду парку надано рішенням виконкому Тернопільської обласної ради № 131 від 14 березня 1977 року зі змінами, затвердженими рішенням Тернопільської обласної ради № 238 від 27 квітня 2001 року. За іншими даними — рішенням виконкому Тернопільської обласної ради № 320 від 19 листопада 1984 року, зі змінами, затвердженими рішенням Тернопільської обласної ради № 518 від 23 грудня 2005 року.
Перебуває у віданні Тернопільської обласної протитуберкульозної лікарні.

## Характеристика
Площа — 10,2 (за іншими даними —7,8468) га. Нині тут зростає понад 30 видів дерев і кущів.

## Галерея

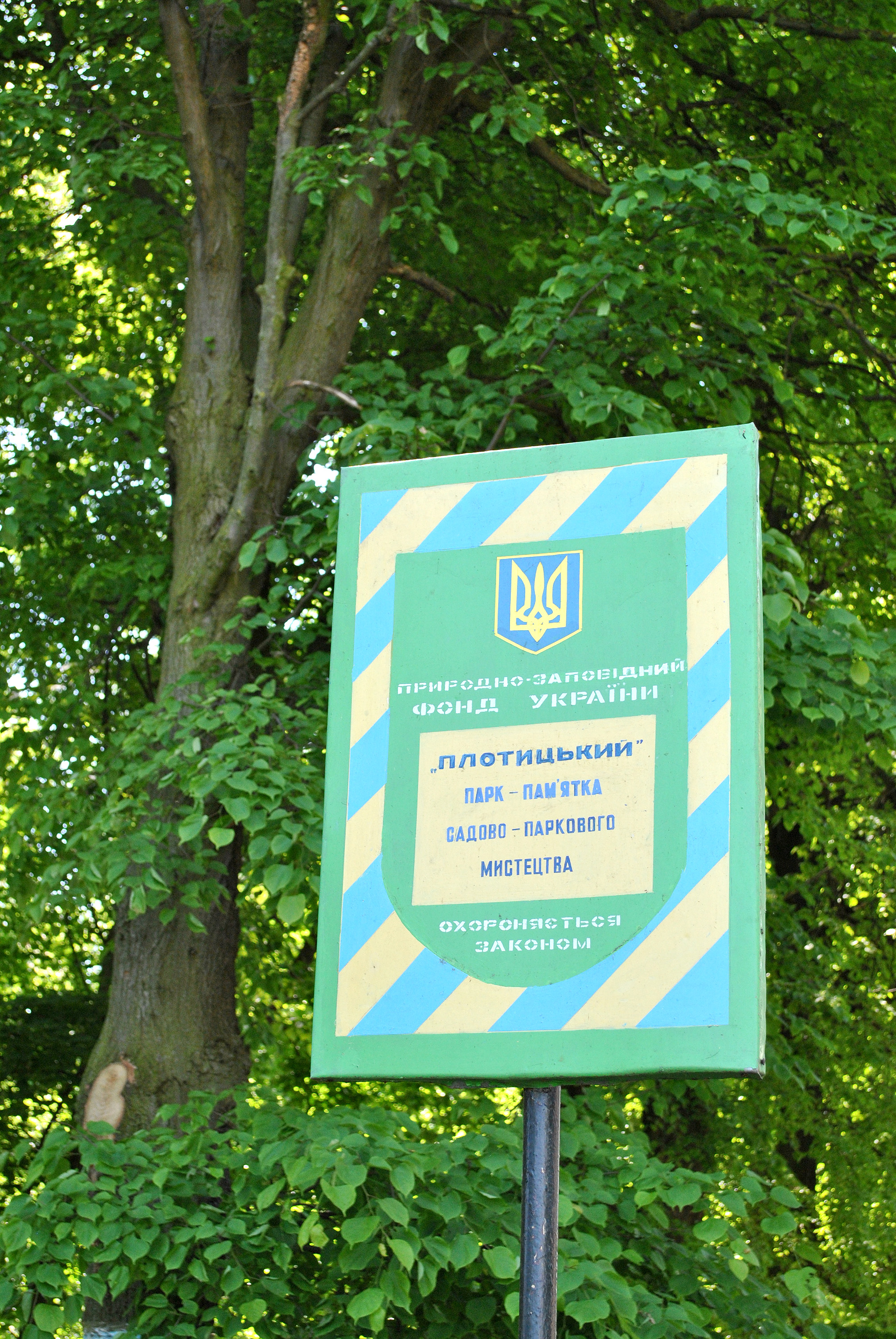
Табличка пам'ятки
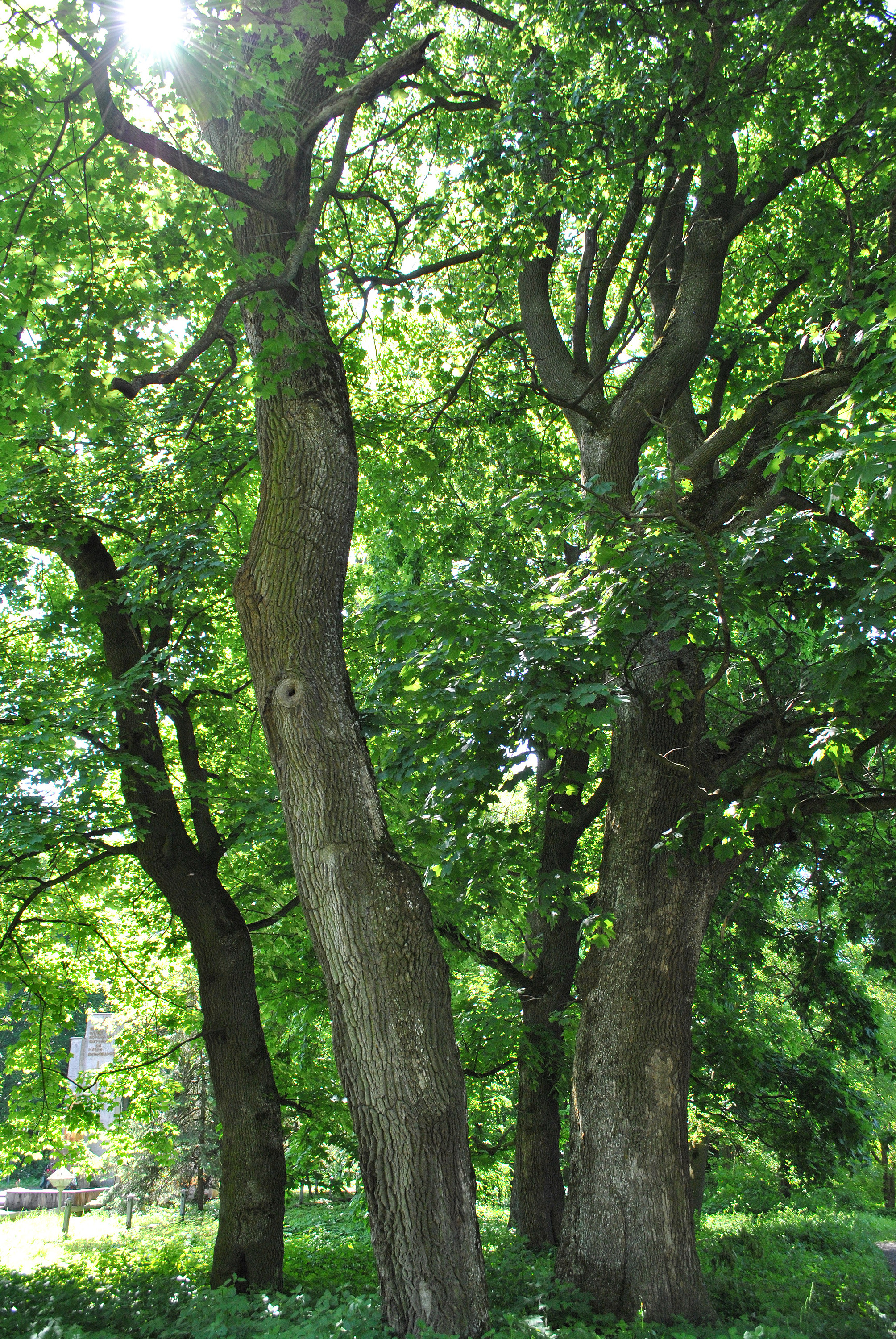
Дерева в Плотицькому парку
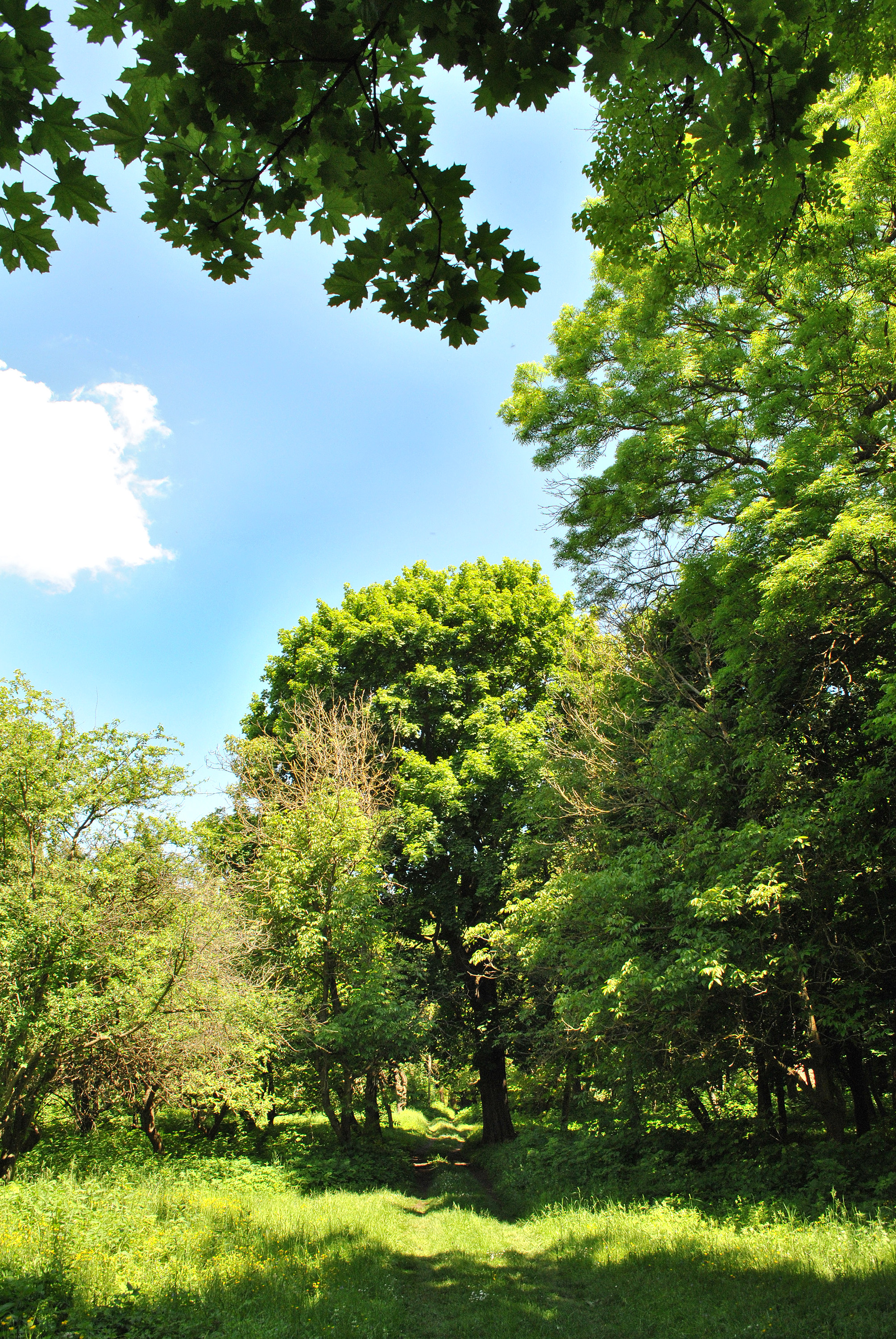
Дерева в Плотицькому парку
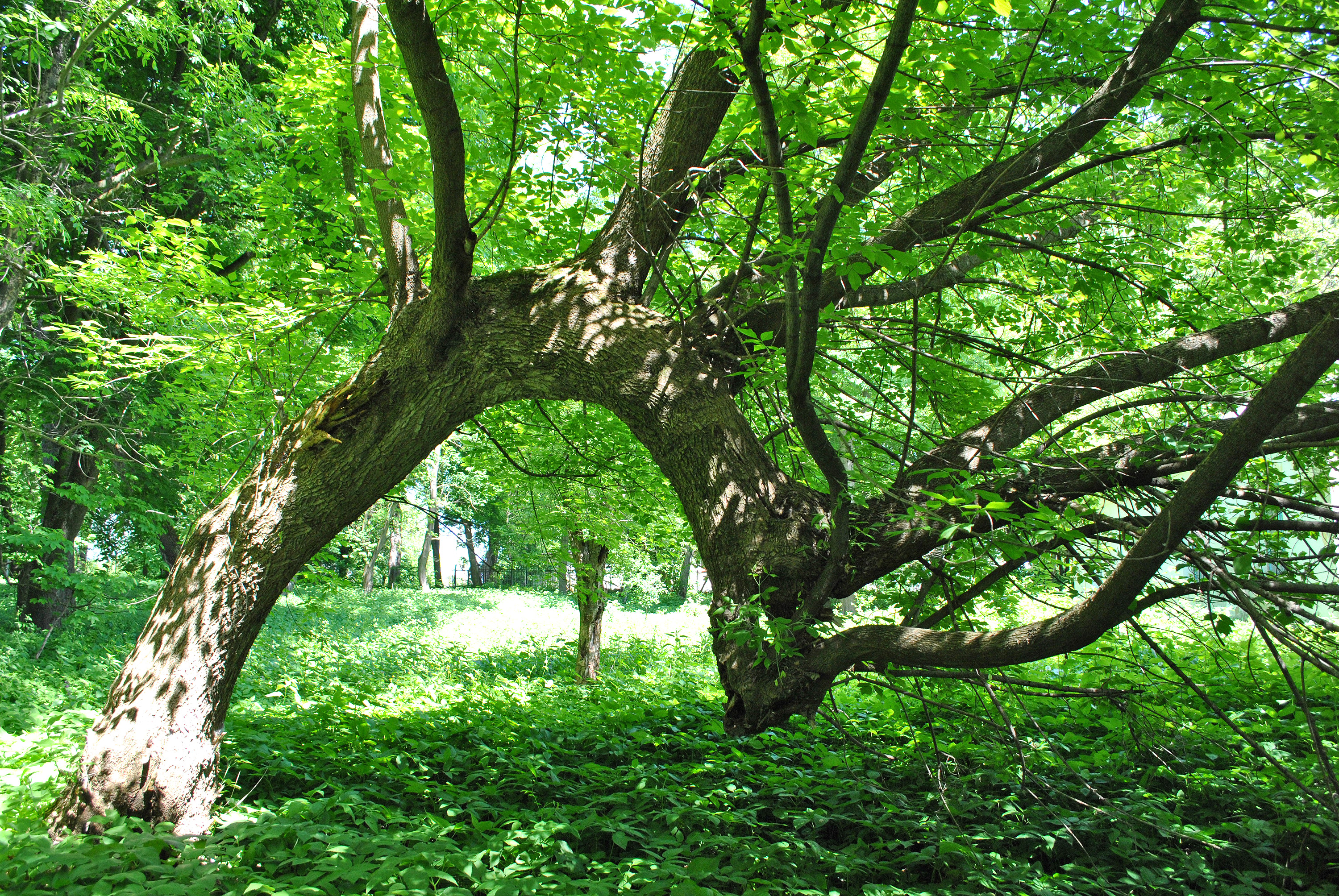
Дерева в Плотицькому парку
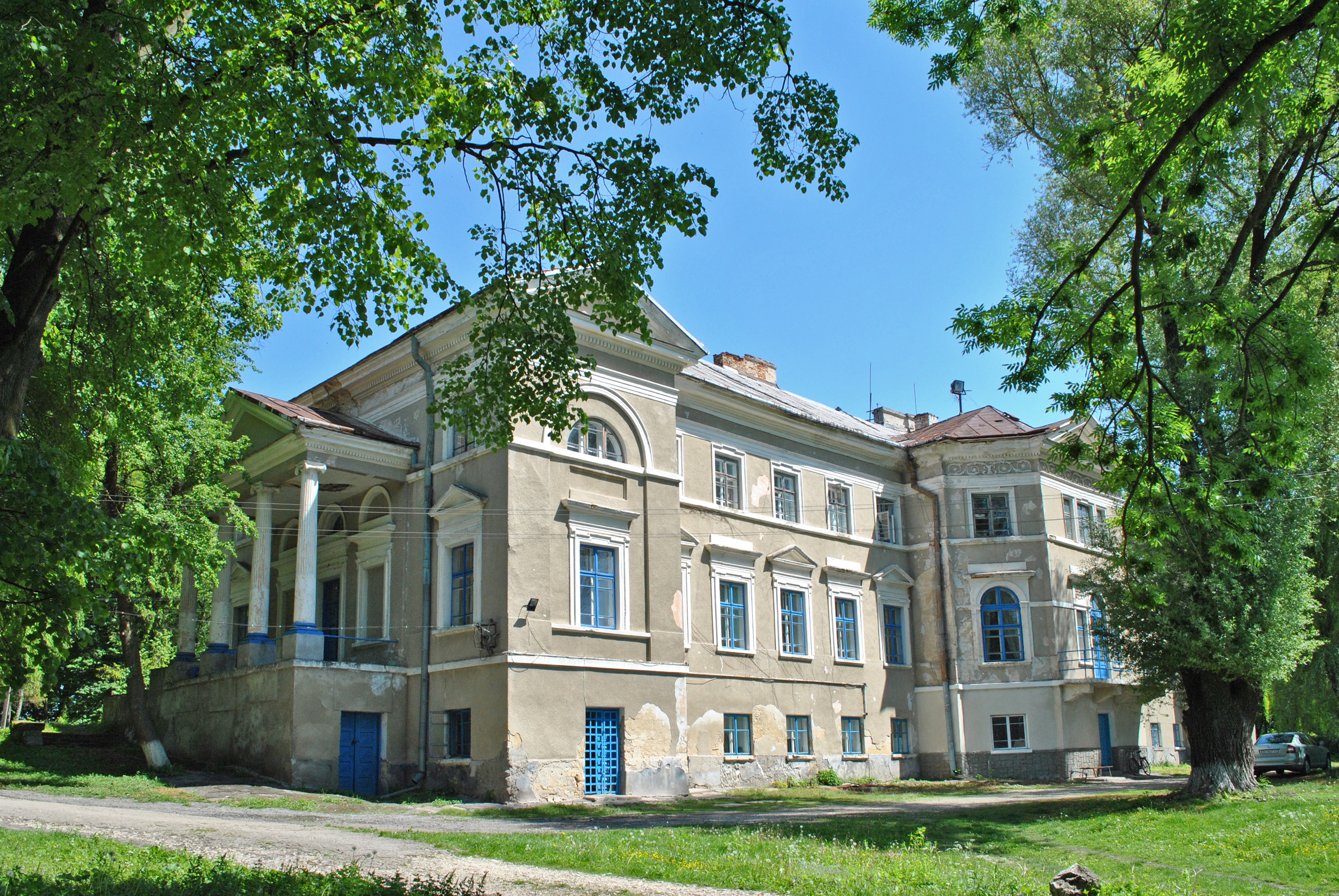
Палац Коритовичів
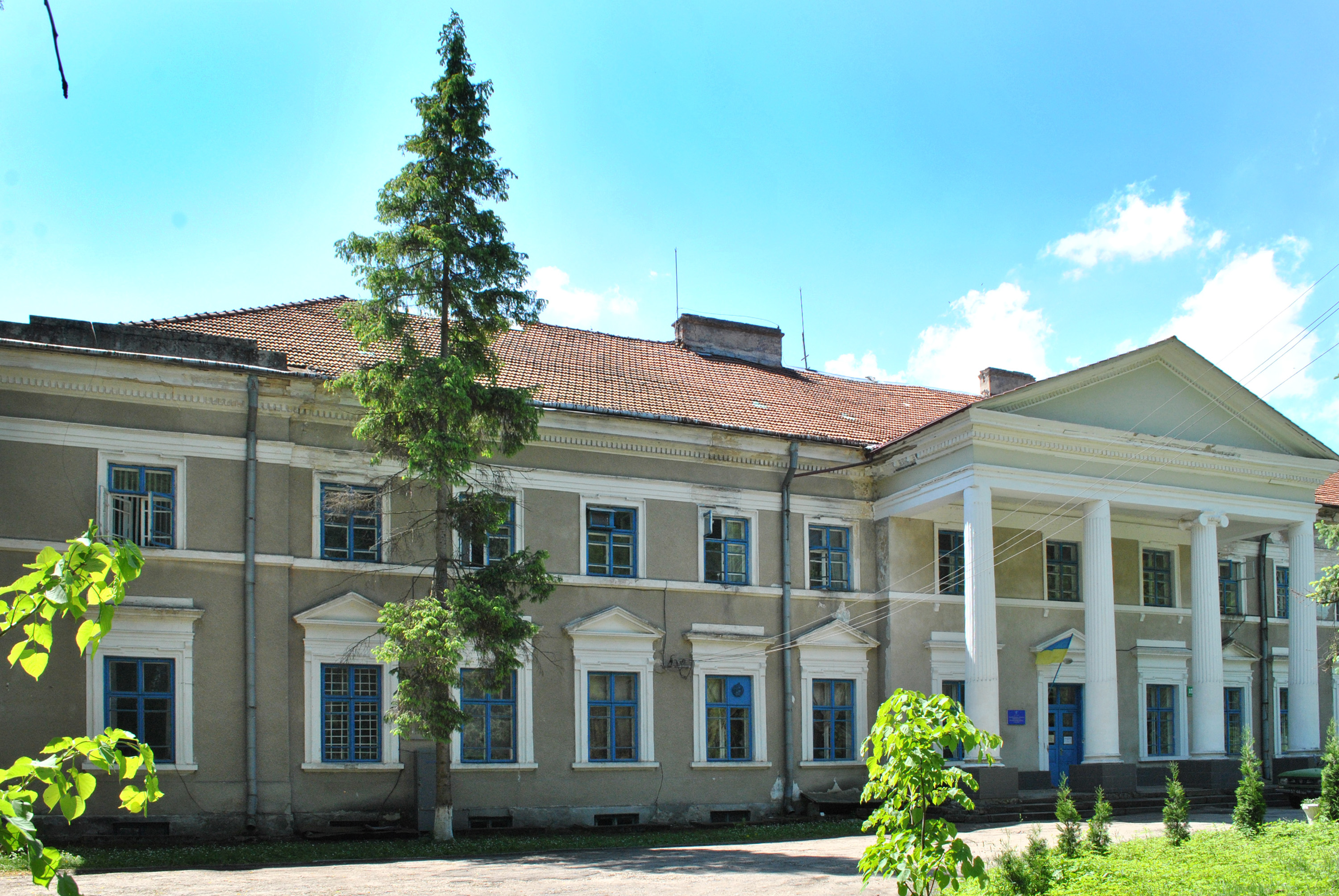
Палац Коритовичів